# Aston Villa Women Football Club 2024-2025
Questa voce raccoglie le informazioni riguardanti l'Aston Villa Women Football Club nelle competizioni ufficiali della stagione 2024-2025.

## Stagione
La stagione 2024-25 è stata la quinta consecutiva dell'Aston Villa nella Women's Super League, massima serie del campionato inglese. Per questa stagione lo stadio casalingo per il campionato è stato il Villa Park di Birmingham, sede delle partite casalinghe della prima squadra maschile, mentre per le partite delle coppe la sede di gioco è rimasta il Bescot Stadium di Walsall. Alla fine della stagione precedente, Carla Ward aveva lasciato la guida tecnica della squadra, nonostante avesse ancora un anno di contratto. Al suo posto, come nuovo allenatore è stato nominato Robert de Pauw.
Il campionato di Women's Super League è iniziato al di sotto delle aspettative. Alla nona giornata la squadra aveva raccolto solo sei punti e de Pauw è stato sollevato dall'incarico. Dopo che Shaun Goater ha guidato la squadra ad interim per circa un mese, la guida tecnica è stata affidata a Natalia Arroyo. L'Aston Villa ha poi perso sei partite consecutivamente in campionato, scendendo al penultimo posto in classifica. Una successiva serie di cinque vittorie consecutive ha consentito alla squadra di risalire la classifica fino al sesto posto finale. La Women's Super League è stata conclusa con 25 punti conquistati, frutto di 7 vittorie, 4 pareggi e 11 sconfitte. In Women's FA Cup la squadra, che aveva iniziato dal quarto turno, è arrivata ai quarti di finale, venendo eliminata dal Manchester City. In Women's FA League Cup la squadra ha concluso la fase a gruppi al secondo posto nel gruppo E, mancando l'accesso alla fase ad eliminazione diretta, al quale accedeva solo la prima classificata.

## Maglie e sponsor
Le tenute di gioco solo le stesse adottate dall'Aston Villa maschile e lo sponsor tecnico è Adidas: la divisa casalinga era stata annunciata il 23 luglio 2024, la seconda divisa il 16 agosto successivo, mentre la terza divisa venne resa pubblica il 12 settembre.
| Casa | Trasferta | Terza divisa |

## Rosa
| N. |                        | Ruolo | Calciatrice              |
| -- | ---------------------- | ----- | ------------------------ |
| 1  | Canada (bandiera)      | P     | Sabrina D'Angelo         |
| 2  | Inghilterra (bandiera) | D     | Sarah Mayling            |
| 3  | Spagna (bandiera)      | D     | Paula Tomás              |
| 4  | Inghilterra (bandiera) | D     | Anna Patten              |
| 5  | Inghilterra (bandiera) | D     | Lucy Staniforth          |
| 6  | Scozia (bandiera)      | D     | Rachel Corsie (capitano) |
| 7  | Inghilterra (bandiera) | C     | Missy Bo Kearns          |
| 8  | Inghilterra (bandiera) | C     | Jordan Nobbs             |
| 9  | Inghilterra (bandiera) | A     | Rachel Daly              |
| 10 | Francia (bandiera)     | C     | Kenza Dali               |
| 11 | Inghilterra (bandiera) | A     | Katie Robinson           |
| 14 | Inghilterra (bandiera) | C     | Danielle Turner          |
| 15 | Inghilterra (bandiera) | D     | Lucy Parker              |
| 16 | Svizzera (bandiera)    | D     | Noelle Maritz            |

| N. |                          | Ruolo | Calciatrice     |
| -- | ------------------------ | ----- | --------------- |
| 17 | Inghilterra (bandiera)   | A     | Ebony Salmon    |
| 18 | Inghilterra (bandiera)   | C     | Georgia Mullett |
| 19 | Canada (bandiera)        | A     | Adriana Leon    |
| 20 | Scozia (bandiera)        | A     | Kirsty Hanson   |
| 21 | Nuova Zelanda (bandiera) | P     | Anna Leat       |
| 22 | Paesi Bassi (bandiera)   | D     | Jill Baijings   |
| 23 | Paesi Bassi (bandiera)   | A     | Chasity Grant   |
| 25 | Inghilterra (bandiera)   | C     | Miri Taylor     |
| 28 | Brasile (bandiera)       | A     | Gabi Nunes      |
| 30 | Stati Uniti (bandiera)   | P     | Katelin Talbert |
| 33 | Filippine (bandiera)     | D     | Mayumi Pacheco  |
| 35 | Inghilterra (bandiera)   | P     | Sophia Poor     |
| 37 | Inghilterra (bandiera)   | D     | Lydia Sallaway  |
| 38 | Inghilterra (bandiera)   | D     | Rachel Maltby   |

## Calciomercato

### Sessione estiva
| Acquisti | Acquisti          | Acquisti        | Acquisti      |
| R.       | Nome              | da              | Modalità      |
| -------- | ----------------- | --------------- | ------------- |
| P        | Sabrina D'Angelo  | Arsenal         | definitivo    |
| D        | Olivia McLoughlin | Rangers         | fine prestito |
| D        | Paula Tomás       | Levante         | definitivo    |
| C        | Jill Baijings     | Bayern Monaco   | prestito      |
| C        | Missy Bo Kearns   | Liverpool       | definitivo    |
| C        | Miri Taylor       | Liverpool       | definitivo    |
| A        | Chasity Grant     | Ajax            | definitivo    |
| A        | Freya Gregory     | Reading         | fine prestito |
| A        | Gabi Nunes        | Levante         | definitivo    |
| A        | Katie Robinson    | Brighton & Hove | definitivo    |

| Cessioni | Cessioni             | Cessioni           | Cessioni      |
| R.       | Nome                 | a                  | Modalità      |
| -------- | -------------------- | ------------------ | ------------- |
| P        | Anna Draper          | Milton Keynes Dons | definitivo    |
| P        | Daphne van Domselaar | Arsenal            | definitivo    |
| D        | Martha MacPhail      | Wolverhampton      | definitivo    |
| D        | Olivia McLoughlin    | Rangers            | definitivo    |
| C        | Alice Keitley        | Nottingham Forest  | definitivo    |
| C        | Meg Shaw             | Rugby Borough      | definitivo    |
| C        | Miri Taylor          | Liverpool          | fine prestito |
| A        | Freya Gregory        | Southampton        | prestito      |
| A        | Alisha Lehmann       | Juventus           | definitivo    |
| A        | Simone Magill        | Birmingham City    | definitivo    |

### Sessione invernale
| Acquisti | Acquisti        | Acquisti    | Acquisti      |
| R.       | Nome            | da          | Modalità      |
| -------- | --------------- | ----------- | ------------- |
| P        | Katelin Talbert | West Ham    | prestito      |
| A        | Freya Gregory   | Southampton | fine prestito |

| Cessioni | Cessioni        | Cessioni              | Cessioni   |
| R.       | Nome            | a                     | Modalità   |
| -------- | --------------- | --------------------- | ---------- |
| P        | Anna Leat       |                       | svincolata |
| P        | Sophia Poor     | London City Lionesses | prestito   |
| C        | Kenza Dali      | San Diego Wave        | definitivo |
| C        | Georgia Mullett | Southampton           | prestito   |
| A        | Freya Gregory   | Newcastle United      | definitivo |
| A        | Adriana Leon    | San Diego Wave        | definitivo |

## Risultati

### Women's Super League

#### Girone di andata
| Arbitro: | Dowle |

|                     |           |  |
| Rytting Kaneryd 36’ | Marcatori |  |

| Arbitro: | Impey |

|                   |           |                                   |
| Leon 78’ Daly 88’ | Marcatori | 23’ (rig.) Summanen 90+6’ England |

| Arbitro: | Atkin |

|                                                       |           |                      |
| Parris 15’ Bremer 38’ Kirby 79’ (rig.) Agyemang 90+7’ | Marcatori | 13’, 55’ (rig.) Daly |

| Birmingham 13 ottobre 2024, ore 14:00 UTC+1 4ª giornata | Aston Villa | 0 – 0 referto | Leicester City | Villa Park\| Arbitro: \| Fearn \| |
| Arbitro:                                                | Fearn       |               |                |                                   |

| Arbitro: | Dowle |

|                    |           |           |
| Hemp 62’ Roord 70’ | Marcatori | 20’ Nunes |

| Arbitro: | Cross |

|           |           |                |
| Nunes 49’ | Marcatori | 26’, 43’ Hinds |

| Leigh 10 novembre 2024, ore 18:45 UTC+0 7ª giornata | Manchester United | 0 – 0 referto | Aston Villa | Leigh Sports Village\| Arbitro: \| Foster \| |
| Arbitro:                                            | Foster            |               |             |                                              |

| Arbitro: | Lowe |

|                                    |           |                        |
| Patten 40’ Daly 45+5’ Salmon 90+4’ | Marcatori | 30’ Cato 86’ Blanchard |

| Arbitro: | Byrne |

|                                            |           |  |
| Russo 17’, 90+4’ Mead 39’ Blackstenius 70’ | Marcatori |  |

| Arbitro: | Lowe |

|                       |           |            |
| Leon 4’, 43’ Dali 83’ | Marcatori | 21’ Asseyi |

| Arbitro: | Fullicks |

|           |           |          |
| Sarri 89’ | Marcatori | 31’ Daly |

#### Girone di ritorno
| Arbitro: | Burgin |

|                                |           |                                      |
| Grant 6’ Aleixandri 46’ (aut.) | Marcatori | 28’, 35’ Miedema 54’ Fowler 62’ Park |

| Arbitro: | Benn |

|  |           |                    |
|  | Marcatori | 82’ (aut.) Mayling |

| Arbitro: | Soneye |

|                             |           |  |
| Cayman 29’, 49’ Thibaud 50’ | Marcatori |  |

| Arbitro: | Pearson |

|  |           |                        |
|  | Marcatori | 16’ Mjelde 59’ Hayashi |

| Arbitro: | Fullicks |

|                                      |           |            |
| Nouwen 33’ Weerden 53’ Stengel 90+5’ | Marcatori | 85’ Parker |

| Arbitro: | Heaslip |

|  |           |                                         |
|  | Marcatori | 22’, 31’ Terland 45’ Clinton 64’ Galton |

| Arbitro: | Wilson |

|                     |           |                             |
| Höbinger 57’ (rig.) | Marcatori | 68’ Hanson 87’ (aut.) Clark |

| Arbitro: | Fullicks |

|                    |           |                                    |
| Naz 65’ Morris 70’ | Marcatori | 30’ Patten 56’ Salmon 90+1’ Hanson |

| Arbitro: | Lowe |

|                                                |           |                            |
| Nobbs 30’ Hanson 45+1’ Grant 46’, 73’ Daly 59’ | Marcatori | 68’ Blackstenius 71’ Russo |

| Arbitro: | Pearson |

|                       |           |                              |
| Martinez 18’ Ueki 34’ | Marcatori | 5’ Salmon 37’ Daly 54’ Grant |

| Arbitro: | Benn |

|                                |           |              |
| Salmon 5’ Daly 44’ Pacheco 74’ | Marcatori | 90+4’ Parris |

### Women's FA Cup
| Arbitro: | Soneye |

|                                                                            |           |  |
| Daly 3’, 8’ Nunes 6’, 26’, 65’ Tomás 23’ Grant 46’ Hanson 56’ Baijings 80’ | Marcatori |  |

| Arbitro: | Burgin |

|                                 |           |                 |
| Patten 45+2’ Daly 50’ Grant 55’ | Marcatori | 45’, 72’ Parris |

| Arbitro: | Byrne |

|                   |           |  |
| Shaw 53’ Park 72’ | Marcatori |  |

### Women's FA League Cup

#### Fase a gruppi
| Arbitro: | Soneye |

|                           |           |  |
| Hanson 80’ Robinson 90+2’ | Marcatori |  |

| Arbitro: | Fullicks |

|              |           |  |
| Summanen 60’ | Marcatori |  |

| Arbitro: | Fullicks |

|                               |           |             |
| Daly 25’, 85’ Salmon 32’, 47’ | Marcatori | 10’ Newsham |

## Statistiche

### Statistiche di squadra
| Competizione          | Punti | In casa | In casa | In casa | In casa | In casa | In casa | In trasferta | In trasferta | In trasferta | In trasferta | In trasferta | In trasferta | Totale | Totale | Totale | Totale | Totale | Totale | DR  |
| Competizione          | Punti | G       | V       | N       | P       | Gf      | Gs      | G            | V            | N            | P            | Gf           | Gs           | G      | V      | N      | P      | Gf     | Gs     | DR  |
| --------------------- | ----- | ------- | ------- | ------- | ------- | ------- | ------- | ------------ | ------------ | ------------ | ------------ | ------------ | ------------ | ------ | ------ | ------ | ------ | ------ | ------ | --- |
| Women's Super League  | 25    | 11      | 4       | 2       | 5       | 19      | 21      | 11           | 3            | 2            | 6            | 13           | 23           | 22     | 7      | 4      | 11     | 32     | 44     | -12 |
| Women's FA Cup        | -     | 2       | 2       | 0       | 0       | 12      | 2       | 1            | 0            | 0            | 1            | 0            | 2            | 3      | 2      | 0      | 1      | 12     | 4      | +8  |
| Women's FA League Cup | -     | 2       | 2       | 0       | 0       | 6       | 1       | 1            | 0            | 0            | 1            | 0            | 1            | 3      | 2      | 0      | 1      | 6      | 2      | +4  |
| Totale                | -     | 15      | 8       | 2       | 5       | 37      | 24      | 13           | 3            | 2            | 8            | 13           | 26           | 28     | 11     | 4      | 13     | 50     | 50     | 0   |

### Andamento in campionato
| Giornata  | 1 | 2 | 3 | 4 | 5  | 6  | 7  | 8 | 9 | 10 | 11 | 12 | 13 | 14 | 15 | 16 | 17 | 18 | 19 | 20 | 21 | 22 |
| --------- | - | - | - | - | -- | -- | -- | - | - | -- | -- | -- | -- | -- | -- | -- | -- | -- | -- | -- | -- | -- |
| Luogo     | T | C | T | C | T  | C  | T  | C | T | C  | T  | C  | C  | T  | C  | T  | C  | T  | T  | C  | T  | C  |
| Risultato | P | N | P | N | P  | P  | N  | V | P | V  | N  | P  | P  | P  | P  | P  | P  | V  | V  | V  | V  | V  |
| Posizione | 9 | 8 | 9 | 9 | 10 | 10 | 11 | 8 | 9 | 7  | 8  | 9  | 10 | 11 | 11 | 11 | 11 | 11 | 11 | 9  | 9  | 6  |

Legenda:

Luogo: C = Casa; T = Trasferta. Risultato: V = Vittoria; N = Pareggio; P = Sconfitta.

### Statistiche delle giocatrici
| Giocatore     | Women's Super League | Women's Super League | Women's Super League | Women's Super League | Women's FA Cup | Women's FA Cup | Women's FA Cup | Women's FA Cup | Women's FA League Cup | Women's FA League Cup | Women's FA League Cup | Women's FA League Cup | Totale   | Totale | Totale      | Totale     |
| Giocatore     | Presenze             | Reti                 | Ammonizioni          | Espulsioni           | Presenze       | Reti           | Ammonizioni    | Espulsioni     | Presenze              | Reti                  | Ammonizioni           | Espulsioni            | Presenze | Reti   | Ammonizioni | Espulsioni |
| ------------- | -------------------- | -------------------- | -------------------- | -------------------- | -------------- | -------------- | -------------- | -------------- | --------------------- | --------------------- | --------------------- | --------------------- | -------- | ------ | ----------- | ---------- |
| J. Baijings   | 12                   | 0                    | 3                    | 0                    | 3              | 1              | 1              | 0              | -                     | -                     | -                     | -                     | 15       | 1      | 4           | 0          |
| R. Corsie     | 2                    | 0                    | 0                    | 0                    | -              | -              | -              | -              | -                     | -                     | -                     | -                     | 2        | 0      | 0           | 0          |
| K. Dali       | 10                   | 1                    | 0                    | 0                    | -              | -              | -              | -              | 3                     | 0                     | 0                     | 0                     | 13       | 1      | 0           | 0          |
| R. Daly       | 22                   | 8                    | 3                    | 0                    | 3              | 3              | 0              | 0              | 3                     | 2                     | 0                     | 0                     | 28       | 13     | 3           | 0          |
| S. D'Angelo   | 22                   | -43                  | 2                    | 0                    | 3              | -4             | 0              | 0              | 3                     | -2                    | 0                     | 0                     | 28       | -49    | 2           | 0          |
| C. Grant      | 21                   | 4                    | 1                    | 0                    | 3              | 2              | 0              | 0              | 1                     | 0                     | 0                     | 0                     | 25       | 6      | 1           | 0          |
| K. Hanson     | 18                   | 3                    | 0                    | 0                    | 3              | 1              | 0              | 0              | 2                     | 1                     | 0                     | 0                     | 23       | 5      | 0           | 0          |
| M. Kearns     | 14                   | 0                    | 1                    | 0                    | 2              | 0              | 0              | 0              | 2                     | 0                     | 0                     | 0                     | 18       | 0      | 1           | 0          |
| A. Leat       | -                    | -                    | -                    | -                    | -              | -              | -              | -              | -                     | -                     | -                     | -                     | -        | -      | -           | -          |
| A. Leon       | 11                   | 3                    | 0                    | 0                    | 1              | 0              | 0              | 0              | 3                     | 0                     | 1                     | 0                     | 15       | 3      | 1           | 0          |
| R. Maltby     | 2                    | 0                    | 0                    | 0                    | -              | -              | -              | -              | -                     | -                     | -                     | -                     | 2        | 0      | 0           | 0          |
| N. Maritz     | 18                   | 0                    | 5                    | 0                    | 3              | 0              | 0              | 0              | 2                     | 0                     | 0                     | 0                     | 23       | 0      | 5           | 0          |
| S. Mayling    | 13                   | 0                    | 0                    | 0                    | 3              | 0              | 1              | 0              | 1                     | 0                     | 0                     | 0                     | 17       | 0      | 1           | 0          |
| G. Mullett    | -                    | -                    | -                    | -                    | -              | -              | -              | -              | 1                     | 0                     | 0                     | 0                     | 1        | 0      | 0           | 0          |
| J. Nobbs      | 20                   | 1                    | 2                    | 0                    | 3              | 0              | 0              | 0              | 1                     | 0                     | 0                     | 0                     | 24       | 1      | 2           | 0          |
| G. Nunes      | 15                   | 2                    | 1                    | 0                    | 3              | 3              | 0              | 0              | 3                     | 0                     | 0                     | 0                     | 21       | 5      | 1           | 0          |
| M. Pacheco    | 9                    | 1                    | 1                    | 0                    | -              | -              | -              | -              | 3                     | 0                     | 0                     | 0                     | 12       | 1      | 1           | 0          |
| L. Parker     | 16                   | 1                    | 2                    | 0                    | 2              | 0              | 0              | 0              | 1                     | 0                     | 0                     | 0                     | 19       | 1      | 2           | 0          |
| A. Patten     | 21                   | 2                    | 1                    | 0                    | 3              | 1              | 1              | 0              | 3                     | 0                     | 0                     | 0                     | 27       | 3      | 2           | 0          |
| S. Poor       | -                    | -                    | -                    | -                    | 1              | 0              | 0              | 0              | 0                     | 0                     | 0                     | 0                     | 1        | 0      | 0           | 0          |
| K. Robinson   | 16                   | 0                    | 2                    | 0                    | 2              | 0              | 0              | 0              | 3                     | 1                     | 0                     | 0                     | 21       | 1      | 2           | 0          |
| L. Sallaway   | 1                    | 0                    | 0                    | 0                    | -              | -              | -              | -              | -                     | -                     | -                     | -                     | 1        | 0      | 0           | 0          |
| E. Salmon     | 21                   | 4                    | 0                    | 0                    | 3              | 0              | 0              | 0              | 3                     | 2                     | 0                     | 0                     | 27       | 6      | 0           | 0          |
| L. Staniforth | 12                   | 0                    | 4                    | 0                    | -              | -              | -              | -              | 2                     | 0                     | 0                     | 0                     | 14       | 0      | 4           | 0          |
| K. Talbert    | 1                    | -1                   | 0                    | 0                    | 0              | 0              | 0              | 0              | -                     | -                     | -                     | -                     | 1        | -1     | 0           | 0          |
| M. Taylor     | 17                   | 0                    | 3                    | 0                    | 3              | 0              | 0              | 0              | 3                     | 0                     | 1                     | 0                     | 23       | 0      | 4           | 0          |
| P. Tomás      | 13                   | 0                    | 0                    | 1                    | 2              | 1              | 0              | 0              | 2                     | 0                     | 0                     | 0                     | 17       | 1      | 0           | 1          |
| D. Turner     | 16                   | 0                    | 1                    | 0                    | 2              | 0              | 0              | 0              | 3                     | 0                     | 0                     | 0                     | 21       | 0      | 1           | 0          |